# Bear Creek (Alabama)
Bear Creek város az USA Alabama államában, Marion megyében. Lakosainak száma 1047 fő (2020. április 1.).

## Népesség
A település népességének változása:

| 2010 | 1 070 |
| 2020 | 1 047 |